# Microcystina kilat
Microcystina kilat – gatunek ślimaka z rzędu trzonkoocznych i rodziny Ariophantidae. Endemit Borneo.

## Taksonomia
Gatunek ten opisany został po raz pierwszy w 2021 roku przez Mohammada Effendiego bin Marzukiego, Thor-Seng Liewa i Jayasilana Mohd-Azlana na łamach „ZooKeys”. Jako lokalizację typową wskazano Lobang Angin nad Sungai Sarawak Kanan w dystrykcie Bau malezyjskiego Sarawaku. Epitet gatunkowy oznacza w języku malajskim „błyszcząca”.

## Morfologia
Ślimak o bardzo małej, cienkiej muszli wysokości od 1,33 do 1,85 mm i szerokości od 2,42 do 3,7 mm. Barwa jej przejrzyście biała, powierzchnia przynajmniej nieco błyszcząca, a kształt soczewkowaty, z niemal płaską do lekko wyniesionej skrętką zbudowaną z mniej niż czterech lekko wypukłych skrętów; u holotypu pierwszy z nich ma średnicę 0,42 mm, drugi od 0,79, a trzeci od 1,5 mm. Protokoncha jest gładka, rzadziej z nielicznymi, rozproszonymi rowkami promienistymi. Na teleokonsze brak rzeźby spiralnej, a rzeźbę promienistą tworzą niewyraźne linie wzrostu i sąsiadujące z nimi, niewyraźne do wyraźnych, gęsto rozmieszczone, płytkie rowki.
Półksiężycowate ujście ma szerokość poniżej 1,25 mm i wysokość poniżej 1,1 mm. Niezmodyfikowany perystom ma lekko odgiętą powierzchnię wrzecionową oraz niepogrubiałe i nieodgięte powierzchnie podstawową i palatalną. Dołek osiowy jest zasłonięty, a jego okolica przeciętnie wklęsła. Ścianka wrzeciona jest pogrubiona.

## Rozprzestrzenienie
Gatunek orientalny, endemiczny dla Malezji i Borneo. Zasięgiem ograniczony jest do grup wzgórz wapiennych Bau i Serian-Padawan w Sarawaku.